# Institut für Sorabistik
Das Institut für Sorabistik (sorbisch Institut za sorabistiku) ist eine Einrichtung der Philologischen Fakultät der Universität Leipzig. Es lehrt sorbische Sprache, Literatur und Kultur und ist in dieser Form weltweit einmalig.
Hauptschwerpunkte sind die Forschung sowie die Ausbildung von Lehrern für die obersorbische und niedersorbische Sprache. Das Institut arbeitet mit dem außeruniversitären Sorbischen Institut in Bautzen zusammen.

## Geschichte
Im Herbst 1951 wurde das Sorbische Institut an der Universität Leipzig auf Initiative des Schriftstellers Michał Nawka gegründet. Erster Direktor wurde Pawoł Nedo. Es wurden zunächst sorbische Geschichte und sorbische Sprache und Literatur gelehrt. 1964 übernahm Heinz Schuster-Šewc die Leitung. 1968 wurde es in Institut für Sorabistik umbenannt.
Nach begonnener Umstrukturierung nach der politischen Wende 1990 hatte die Leitung von 1993 bis 1995 Ronald Lötzsch inne. Nach Personalabbau im Rahmen der weiteren Umstrukturierung gibt es seit 2003 wieder eine ordentliche Professur für Sorabistik. Leiter des Instituts für Sorabistik ist seit 2003 Eduard Werner.